# Embolomers
Els embolomers (Embolomera) són un clade de tetràpodes, usualment considerat un ordre dins del superordre Reptiliomorpha. Van habitar des de començaments període Carbonífer fins a començaments del període Triàsic (sobrevivint a l'extinció massiva del Permià-Triàsic), en el que avui és Amèrica del Nord, Escòcia i Rússia. Presentaven cossos allargats adaptats a una vida aquàtica.

## Taxonomia
- Subordre Embolomeri
  - Eoherpetontidae
    - Eoherpeton

  - Anthracosauridae
    - Anthracosaurus

  - Eogyrinidae
    - Aversor
    - Calligenethlon
    - Carbonerpeton
    - Diplovertebron
    - Eogyrinus
    - Leptophractus
    - Neopteroplax
    - Palaeoherpeton
    - Pholiderpeton
    - Pteroplax

  - Archeriidae
    - Archeria
    - Cricotus
    - Spondylerpeton